# Municipio de Newman (Nebraska)
El municipio de Newman (en inglés: Newman Township) es un municipio ubicado en el condado de Saunders en el estado estadounidense de Nebraska. En el año 2010 tenía una población de 268 habitantes y una densidad poblacional de 2,86 personas por km².

## Geografía
El municipio de Newman se encuentra ubicado en las coordenadas 41°10′59″N 96°50′25″O / 41.18306, -96.84028. Según la Oficina del Censo de los Estados Unidos, el municipio tiene una superficie total de 93.74 km², de la cual 93,26 km² corresponden a tierra firme y (0,51 %) 0,48 km² es agua.

## Demografía
Según el censo de 2010, había 268 personas residiendo en el municipio de Newman. La densidad de población era de 2,86 hab./km². De los 268 habitantes, el municipio de Newman estaba compuesto por el 94,03 % blancos, el 1,12 % eran afroamericanos, el 0,37 % eran amerindios, el 3,73 % eran de otras razas y el 0,75 % eran de una mezcla de razas. Del total de la población el 3,73 % eran hispanos o latinos de cualquier raza.